# Tobrilus setosus
Tobrilus setosus is een rondwormensoort uit de familie van de Tobrilidae. De wetenschappelijke naam van de soort is voor het eerst geldig gepubliceerd in 1963 door Altherr.